# Francisco Tomás y Valiente
Francisco Tomás y Valiente (Valencia, 8 de diciembre de 1932-Madrid, 14 de febrero de 1996) fue un jurista, historiador y escritor español, presidente del Tribunal Constitucional (1986-1992). Fue asesinado en 1996 por la organización terrorista ETA en su despacho de la Universidad Autónoma de Madrid. Recibió a título póstumo la Orden del Mérito Constitucional.

## Biografía

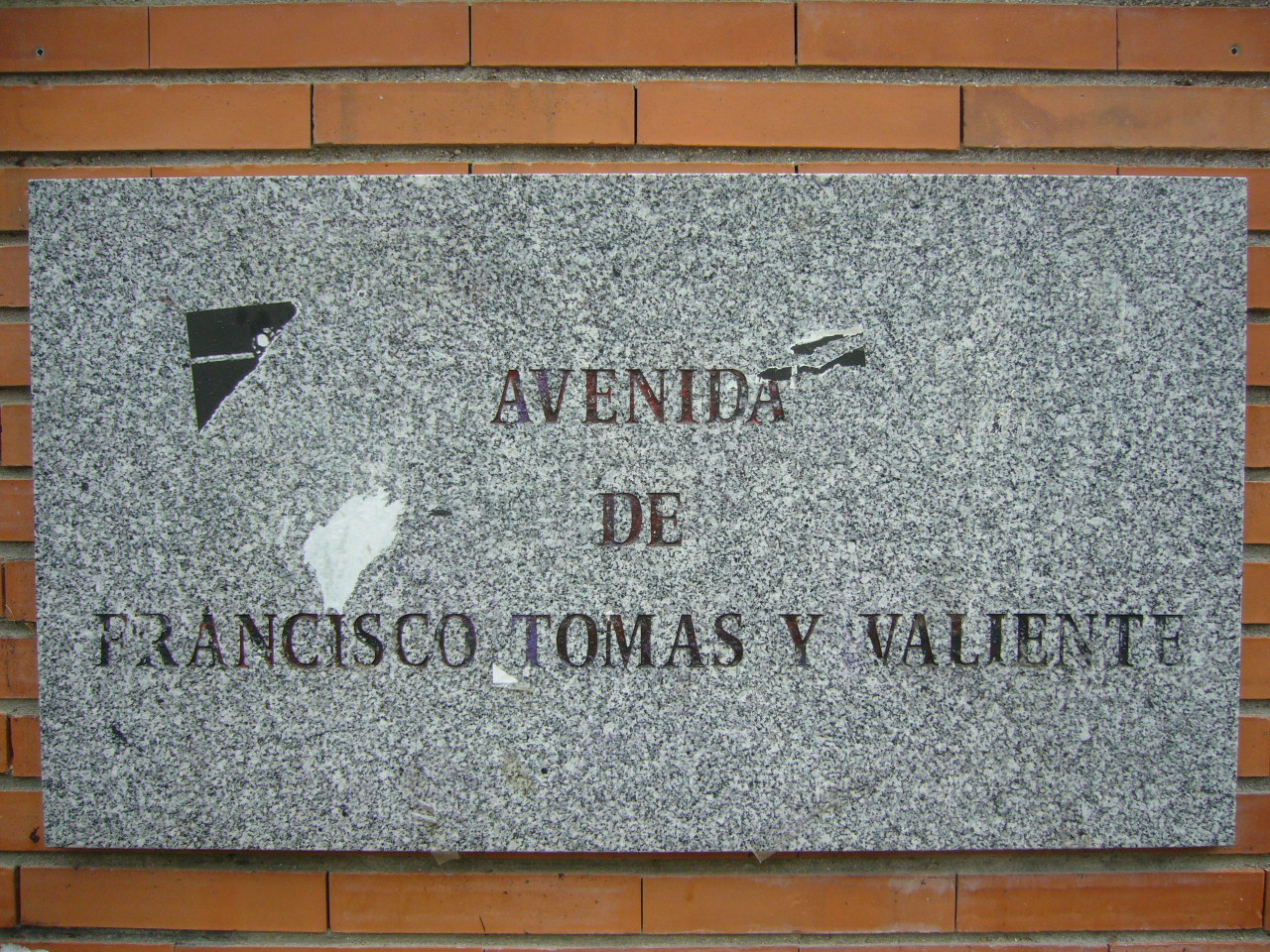
Avenida con el nombre de Francisco Tomás y Valiente en la Universidad Autónoma de Madrid.

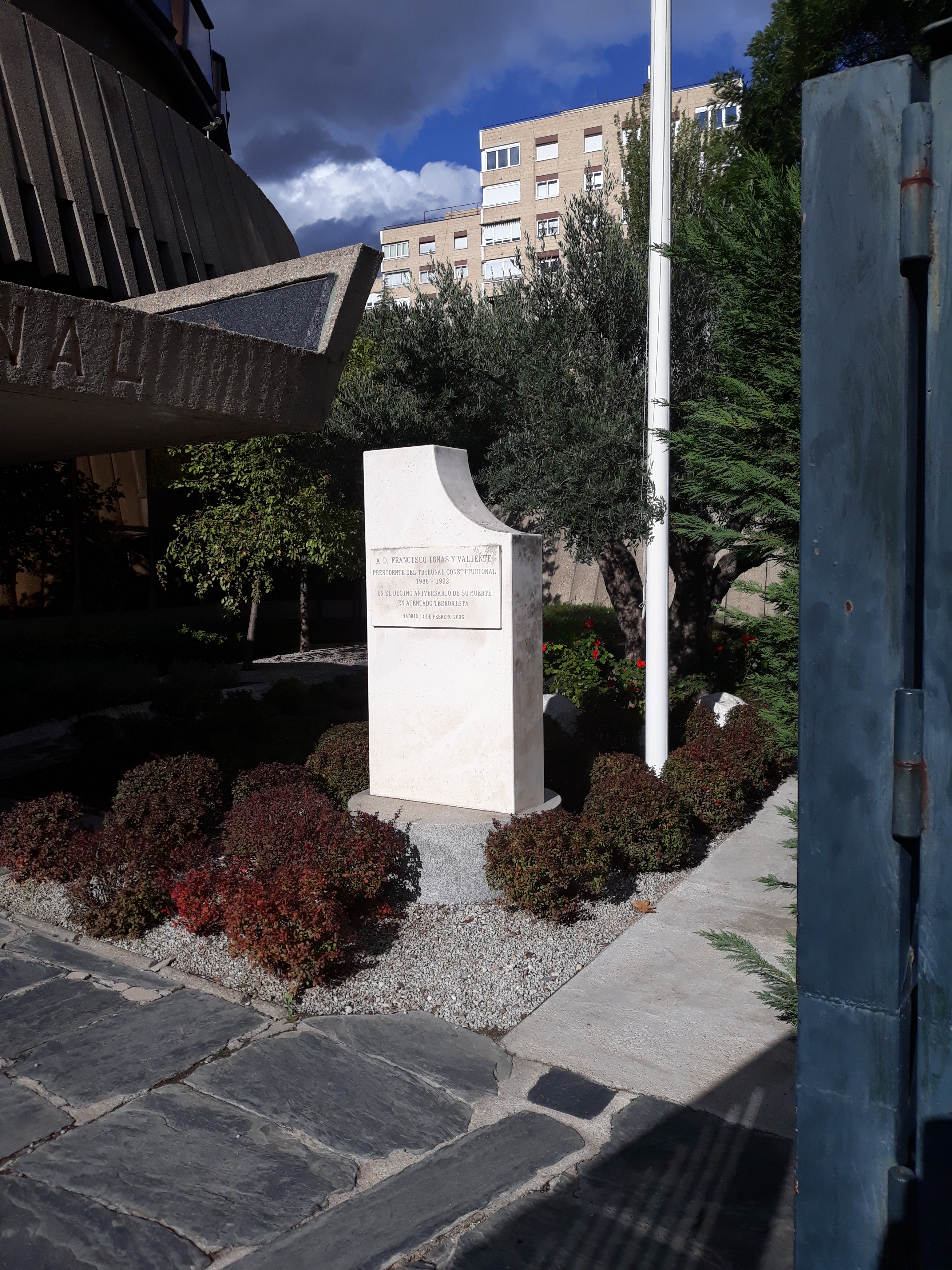
Monumento a Francisco Tomás y Valiente frente al Tribunal Constitucional en Madrid.

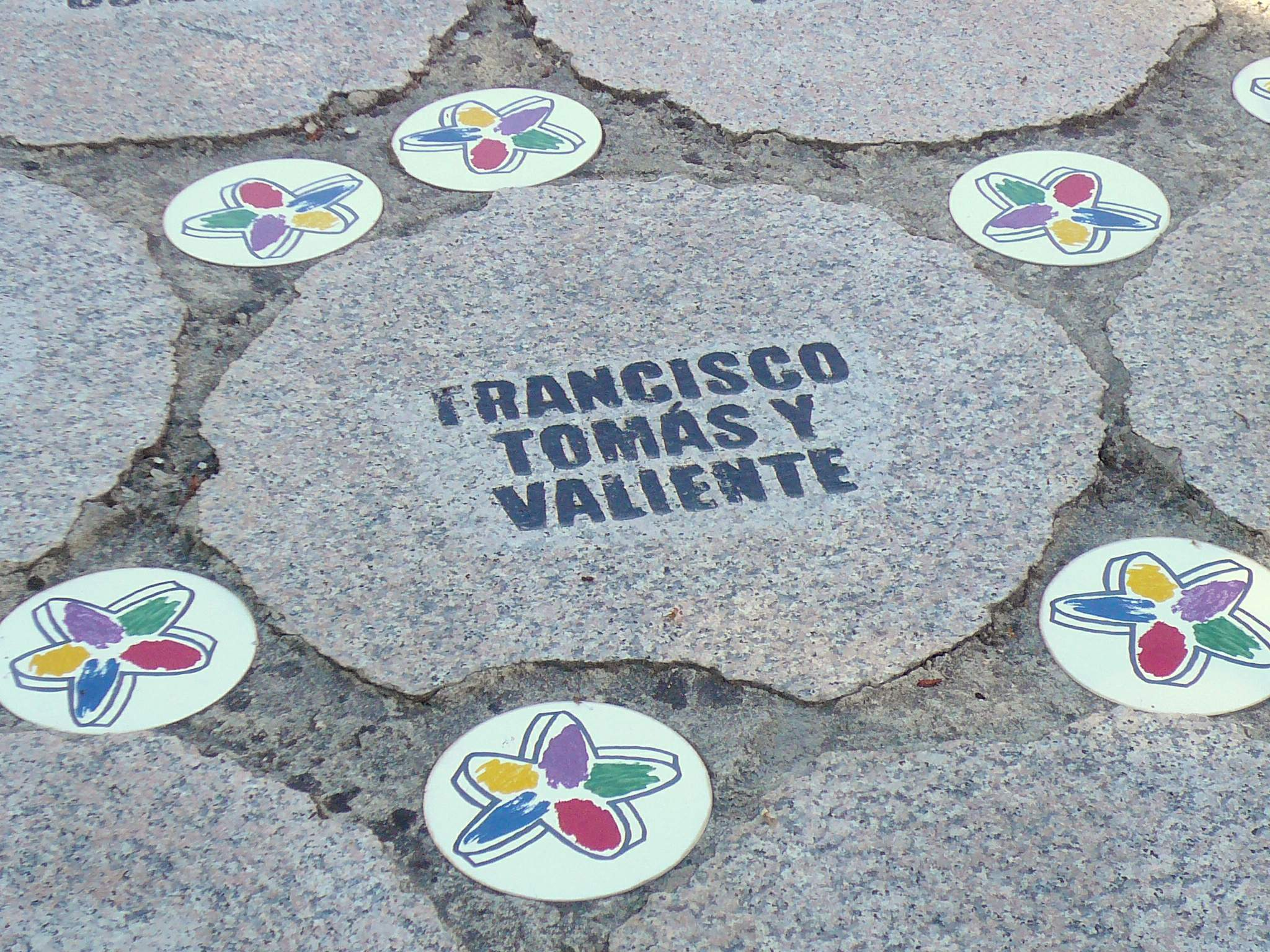
Losa en memoria de Francisco Tomás y Valiente en el monumento a todas las víctimas mortales por la obra de Agustín Ibarrola, en Vitoria

Francisco Tomás y Valiente, licenciado en Derecho por la Universidad de Valencia en 1955, tuvo una clara vocación docente desde muy temprano. En 1957 presentó su tesis doctoral en materia de derecho procesal histórico, que recibió la calificación de sobresaliente "cum laude" y le hizo merecedor del Premio Extraordinario de Doctorado. Fue también en la Universidad de Valencia donde inició su carrera como docente e investigador.
En 1964 obtuvo por oposición la Cátedra de Historia del Derecho de la Universidad de La Laguna, pero en octubre de ese mismo año se trasladó a la Universidad de Salamanca. En 1972 pasó a ser miembro del Instituto Internacional de Historia del Derecho indiano, y en 1980 se incorporó a la Universidad Autónoma de Madrid.
Ese mismo año fue elegido magistrado del Tribunal Constitucional por las Cortes Generales a propuesta del PSOE, puesto que renovó en 1983. En 1985 fue nombrado académico de número de la Real Academia de la Historia. El 3 de marzo de 1986 fue elegido presidente del Tribunal Constitucional y en 1989 fue renovado en dicho puesto. Cesó en 1992 como presidente del Tribunal Constitucional y retornó a la Universidad Autónoma de Madrid como catedrático de Historia del Derecho.
En 1991 fue elegido miembro de la Comisión de Arbitraje Internacional para la Conferencia de Paz de Yugoslavia hasta 1995, cuando fue nombrado miembro permanente del Consejo de Estado. Ese mismo año sería nombrado doctor honoris causa por la Universidad de Salamanca.
Fue asesinado una mañana del 14 de febrero de 1996 por dos pistoleros de la banda terrorista ETA en su despacho de la facultad de Derecho de la Universidad Autónoma de Madrid a los 63 años de edad.
En la Biblioteca de Derecho de la Universidad Autónoma de Madrid se puede consultar la colección bibliográfica donada a la Universidad. Su archivo personal fue donado por sus herederos al Tribunal Constitucional, en cuyo Archivo General se conserva.

## Citas
Cada vez que matan a una persona, nos matan a todos un poco.
Francisco Tomás y Valiente.

"La vida y el prestigio de las instituciones depende tanto de lo que ellas hacen como de lo que se hace con ellas".
Tomás y Valiente

## Asesinato
El 14 de febrero de 1996 fue asesinado por Jon Bienzobas Arretxe, 'Karaka', un miembro de la banda terrorista ETA, en su despacho de la Universidad Autónoma de Madrid mientras hablaba por teléfono con el profesor Elías Díaz, quien oyó los disparos desde el otro lado de la línea. A raíz de su asesinato, el 19 de febrero tuvo lugar una multitudinaria manifestación en la ciudad de Madrid, a la que asistieron 850.000 personas, para pedir el fin de la violencia de ETA.
En 2007 la Sección Tercera de la Sala de lo Penal de la Audiencia Nacional condenó a 30 años de prisión al etarra Jon Bienzobas por dicho asesinato.

## Obra
- Los validos de la Monarquía española del siglo XVII (Siglo XXI de España, 1982), ISBN 84-323-0446-8
- El Derecho penal de la Monarquía absoluta
- El marco político de la desamortización en España (Ariel, 1989), ISBN 84-344-0704-3
- La venta de oficios en Indias (1492-1606)
- La tortura en España. Estudios históricos
- Gobierno e instituciones en la España del antiguo régimen
- El reparto competencial en la jurisprudencia del Tribunal Constitucional
- Códigos y constituciones (1808-1978)
- Manual de Historia del Derecho Español
- A orillas del estado (obra póstuma)

## Condecoraciones
- Orden del Mérito Constitucional (a título póstumo)
- Medalla de Honor de la Universidad de La Laguna (a título póstumo)
- Medalla de la Universidad Autónoma de Madrid (a título póstumo)

## Reconocimientos
- En 1997 el IFP Hortaleza, fundado en Madrid en 1986, pasó a denominarse IES Tomás y Valiente
- En 2005 se inauguró un centro cultural en Fuenlabrada que lleva su nombre
- En Fuenmayor, La Rioja, un instituto de educación secundaria lleva su nombre
- En Casas de Fernando Alonso Casas de Haro y Vara de rey, Cuenca , un colegio rural agrupado de educación primaria lleva su nombre
- En Gijón se ha dedicado una calle a su memoria
- El Aula Magna de la Facultad de Derecho de la Universidad Autónoma de Madrid lleva su nombre
- El Aula Magna de la Facultad de Derecho de la Universidad de Gerona lleva su nombre
- El Aula Magna de la Facultad de Derecho de la Universidad de Castilla-La Mancha, en su Campus de Albacete, lleva su nombre
- Un aula de la Facultad de Derecho de la Universidad de La Laguna también lleva su nombre.
- Cátedra cultural Francisco Tomás y Valiente de la Universidad de La Laguna.
- El Aula 001 de la Facultad de Derecho de la Universidad de Salamanca (donde él fue catedrático de Historia del Derecho Español), lleva su nombre en una placa conmemorativa, como consecuencia de una proposición del Departamento de Historia del Derecho de la Facultad, aprobado por el Consejo de Gobierno de la misma.
- La Escuela Universitaria de Estudios Jurídicos y Económicos del Campo de Gibraltar (Universidad de Cádiz, Campus Bahía de Algeciras) fue renombrada Escuela Universitaria Francisco Tomás y Valiente en 1997
- Un edificio de la Facultad de Derecho de la Universidad de Barcelona lleva su nombre
- Una calle del Campus Miguel de Unamuno de la Universidad de Salamanca lleva su nombre
- Una calle del Campus de Tarongers de la Universidad de Valencia lleva su nombre
- La calle principal que atraviesa el campus de Cantoblanco de la Universidad Autónoma de Madrid lleva su nombre
- En la entrada principal de la Facultad de Derecho de la Universidad Autónoma de Madrid hay una placa conmemorativa
- El bulevar Francisco Tomás y Valiente en la salida de la estación de ferrocarril de la ciudad de Parla en Madrid y la estación del tranvía del mismo nombre
- La Escuela Universitaria de Derecho y Ciencias Empresariales del Campo de Gibraltar, adscrita a la Universidad de Cádiz, recibe el nombre de Centro Universitario Francisco Tomás y Valiente
- La sede en Valencia de la UNED (Universidad Nacional de Educación a Distancia) lleva su nombre
- En Toledo la residencia universitaria de la Junta de Comunidades de Castilla-La Mancha de la ciudad lleva su nombre
- En la localidad salmantina de Peñaranda de Bracamonte un centro de educación secundaria y bachillerato lleva su nombre
- En Santander, una calle lleva su nombre
- En Elche otra calle ha recibido su nombre
- En San Vicente dels Horts una plaza ha recibido su nombre
- En Cuart de Poblet una calle lleva su nombre
- Calle en Mejorada del Campo (Comunidad de Madrid)
- Placa de reconocimiento en la fachada de la facultad de Derecho de la Universidad de Alcalá
- En Villarrobledo Avenida Francisco Tomás y Valiente
- En la localidad zaragozana de Magallón una calle lleva su nombre
- Tras su fallecimiento, la Escuela de Animación Juvenil y Tiempo Libre de Cruz Roja Juventud en Castilla y León adopta el nombre de Escuela de Animación Juvenil y Tiempo Libre "Francisco Tomás y Valiente"